# Arisaema pianmaense
Arisaema pianmaense — многолетнее клубневое травянистое растение, вид рода Аризема (Arisaema) семейства Ароидные (Araceae).

## Ботаническое описание
Раздельнополые растения.
Клубень сжато-шаровидный, 3—4 см в диаметре.

### Листья
Катафиллов два или три, беловатые с пурпуровыми пятнами, до 21 см длиной, чешуевидные, на вершине острые.
Лист один. Черешок бледно-зелёный с пурпуровыми пятнами, цилиндрический, 30—50 см длиной, в основании формирующий ложный стебель. Листовая пластинка состоит из трёх листочков; листочки полусидячие, снизу серовато-зелёные, покрытые густыми спутанными волосками и редкими золотистыми чешуйками, сверху зелёные и густо покрыты сосочками; центральный листочек овальный, 15—35 см длиной и 8—19 см шириной, в основании клиновидный, на вершине острый; боковые листочки косоовально-продолговатые, в основании с внешней стороной примерно в два раза шире, чем с внутренней, закруглённые.

### Соцветия и цветки
Цветоножка цилиндрическая, 18—32 см длиной. Покрывало пурпуровое с беловатыми продольными линиями. Трубка цилиндрическая, 6—7 см длиной и 1,5—2 мм в диаметре, в устье немного загнутая. Пластинка овально-лопатовидная, 7—8 см длиной и 4—5 см шириной, на вершине короткозаострённая, с хвостовидным образованием 2—3 см длиной, загнутая вперёд.
Початок однополый. Женская зона около 2,5 см длиной; завязь бледно-зелёная, полуцилиндрическая; рыльце сидячее, вогнутое; придаток полусидячий, пурпуровый, в основании узкоконический, на конце суженный и формы кнута, 24—30 см длиной, в основании усечённый; мужская зона около 2 см длиной; синандрий из двух или трёх тычинок со сросшимися нитями; пыльник пурпуровый, сросшийся из двух теков, вскрывающиеся разрезом формы подковы.
Цветёт в мае.

## Распространение
Встречается в Китае (Западный Юньнань).
Растёт в смешанных лесах, на высоте около 2900 м над уровнем моря.